# Erica silvatica
Erica silvatica là một loài thực vật có hoa trong họ Thạch nam. Loài này được (Welw. ex Engl.) Beentje mô tả khoa học đầu tiên năm 2006.